# Інститут Пастера
48°50′25″ пн. ш. 2°18′40″ сх. д. / 48.840278° пн. ш. 2.311111° сх. д.
Інститу́т Пасте́ра (фр. Institut Pasteur) — французький приватний некомерційний фонд та однойменний науково-дослідницький інститут у Парижі, які займаються дослідженнями в області мікробіології, інфекційних захворювань і вакцин. Інститут Пастера названий на честь знаменитого французького науковця Луї Пастера, засновника і першого директора інституту. Інститут заснований 4 червня 1887 року і відкритий 14 листопада 1888 року.

## Історія
З часу заснування інститут Пастера займався фундаментальними дослідженнями в практичних галузях природничих наук. Луї Пастер запросив до участі в науковій роботі новоствореного інституту науковців різних спеціальностей. Перші п'ять напрямків очолили науковці того часу: два випускники  Вищої нормальної школи: Еміль Дюкло (дослідження в галузі загальної мікробіології) і  Шарль Шамберлан  (прикладні дослідження в галузі мікробіології та гігієни), а також біолог  Ілля Мечников (морфологічне дослідження мікроорганізмів), а також двоє лікарів, Жак-Жозеф Граншер (праці з вивчення сказу) і Еміль Ру (технічні дослідження мікроорганізмів). З 1877 Еміль був асистентом Пастера в хімічній лабораторії Вищої нормальної школи, де разом з Шарлем Шамберланом займався дослідженням сибірки / антраксу. Через рік після відкриття інституту Пастера Емілем Ру був створений  Cours de Microbie Technique  (курс методів дослідження мікробів) — перший курс  мікробіології. Наукові дослідження Ру, які він виконував здебільшого одноосібно, а почасти в співавторстві і співпраці з Іллею Мечниковим, Шарлем Шамберланом, Александром Єрсеном та іншими, відносяться, переважно, до сказу, дифтерії і правця. Найбільшу популярність Ру здобув публікацією свого «Внеску у дослідження дифтерії» («Contributions à l'etude de la diphthérie» (опубліковано в «Annales de l'Institut Pasteur», 1888, 1889 і 1890). Він довів, що все загальноклінічні прояви дифтерії (погіршення серцевої діяльності, паралічі та інше) — спричинюються виділенням Corynebacterium diphtheriae отруйної речовини (екзотоксину) і що речовина цея введена в організм, спричинює ці явища сама по собі, вже потому, як збудник з організму пішов.
Після смерті Пастера в 1895 році директором інституту став Еміль Дюкло. Його наукові інтереси стосувалися різних тем з фізики, хімії, мікробіології, метеорології, математики, медицини, загальної гігієни, соціальної гігієни тощо. Він опублікував понад 220 наукових праць. Окрім того його перу належить одна з найкращих біографій Пастера і детальний посібник з соціальної гігієни.
З 1922  року в інституті Пастера починає працювати видатний український вчений-мікробіолог Сергій Виноградський, який отримав запрошення до інституту від Еміля Ру. Сергій Винограсдький заснував при інституті відділ сільськогосподарської біології (керував ним до самої смерті), облаштував лабораторію. Тут розробив нові методи вивчення фізіологічних особливостей ґрунтової мікробіології. Вивчаючи ґрунтові мікроби, розділив усі мікроорганізми на автохтонні (типові, зустрічаються завжди) та алохтонні (зимогенні), розвиток яких пов’язаний зі збільшенням концентрації органічної речовини. Цей поділ виявився застосовним для більшості екосистем. У 1935 році науковець Сергій Виноградський, працюючи при інституті Пастера,  був удостоєний престижної нагороди медаль Левенгука, яку вручають раз на десять років за видатні досягнення у галузі мікробіології. 
Інститут Пастера є одним зі світових лідерів у вивченні інфекційних захворювань. Тут були зроблені найважливіші відкриття, які привели до успішної боротьби проти таких захворювань як сказ, дифтерія, правець, туберкульоз, поліомієліт, грип, жовта гарячка, чума тощо. 1983 року тут був відкритий вірус імунодефіциту людини (ВІЛ). 
З 1908 року 10 науковців інституту стали лауреатами  Нобелівської премії в області медицини і фізіології.

## Сьогодення
Наразі інститут є одним з світових лідерів у вивченні інфекційних захворювань, крім головного інституту в Парижі до мережі Інституту входять понад 100 наукових установ та понад 2700 науковців. Окрім постійних 500 працівників інститут приймає щороку близько 600 науковців з понад 70 країн світу.
Інститут Пастера має також міжнародну мережу з 31-го інституту за межами Франції. Всі ці наукові заклади у співпраці з Інститутом Пастера займаються дослідженням різноманітних проблем в галузі медицини.

## Нобелівські лауреати
З 1908 року 10 дослідників інституту стали лауреатами Нобелівської премії з фізіології і медицини:
- 1907: Альфонс Лаверан
- 1908: Мечников Ілля Ілліч
- 1919: Жуль Борде
- 1928: Шарль Ніколь
- 1957: Данієле Бове
- 1965: Франсуа Жакоб, Жак Моно і Андре Львофф
- 2008: Люк Монтаньє і Франсуаза Барре-Сінуссі